# ガンダムTR-1
ガンダムTR-1 (GUNDAM TR-1) は、「ガンダムシリーズ」のうち宇宙世紀を舞台とする作品に登場する架空の兵器。有人操縦式の人型機動兵器「モビルスーツ (MS)」のひとつ。初出は、テレビアニメ『機動戦士Ζガンダム』の公式外伝で、2002年から連載された雑誌企画『ADVANCE OF Ζ ティターンズの旗のもとに』。2006年公開の劇場版『機動戦士ΖガンダムIII A New Translation -星の鼓動は愛-』でも、1カットのみ登場した。
作中の軍事勢力のひとつである地球連邦軍の軍閥「ティターンズ」に所属するMSで、高級量産機であるジム・クゥエルをベースに、頭部をガンダム・タイプに換装し、さらに各部に改良を加えた試作実験機である。試験部隊「ティターンズ・テスト・チーム（T3部隊）」によって当初は1機、のちに予備機を改修した2号機も運用される。『ティターンズの旗のもとに』の続編である雑誌・ウェブ企画『A.O.Z Re-Boot』では、次世代量産型試作機である［ヘイズル・アウスラ］（ピリオドモデル）がグリプス戦役時に少数量産されたとしている。

## デザイン
メカニックデザインは、『ティターンズの旗のもとに』のすべてのメカニックを担当した藤岡建機による。
企画当初には、本機のイメージ・ソース（スタッフ間の共通認識を得るためのコンセプト・モデル）として岡田雅之（現・木村学）によってガンダムNT-1（頭部・脚部）、ジム・カスタム（胴体・肩部）、ジム・クゥエル（腕部）を組み合わせた模型作例が製作され、連載開始前のティザー予告のフォト・ストーリーにも登場した。濃紺を基調とするティターンズ・カラーで、オリジナルの銃を携行する。
サンライズ側から、プラモデル化が難しいデザインにしてはどうかという提案があったことから、最初の［ヘイズル］のカラーリングは黄色いラインを境に濃淡の紺色で塗り分けるという複雑なものであった。しかし、実際にバンダイからHGUCでプラモデル化の打診があり、やはりカラーリングが問題となったため、機体は一度破壊されて濃紺と白を基調としたシンプルなカラーリングの［ヘイズル改］として改修されることとなった。

## ガンダムTR-1［ヘイズル］
宇宙世紀0084年にティターンズがMSの最新技術を評価するため、コンペイトウ工廠にて製作した実験機。決戦兵器「ガンダム・インレ」の開発を目標とした「TR計画」の試作1号機であり、インレの中核となる拡張性に優れたMSの試作機でもある。
ジム・クゥエル（またはアーリー・ヘイズル）の改修機だが、「ガンダム」として型式登録され、その名に相応しい能力を持っている（名実ともにガンダムになったのはヘイズル改以降とする資料もある）。
本機は一年戦争の伝説的名機であるガンダムを模した頭部を装着することによる敵味方（特にジオン残党軍）への心理的影響、さらにはその存在自体が戦局に与える効果の検証という役割も課せられている。その在り方から「ガンダムの定義」を問う存在とも言われる。
ベース機のクゥエルは信頼性と互換性の高さから選出された。結果、開発期間の大幅な短縮にも繋がり、各部に換装された強化パーツによって当時の新型MSに匹敵する高性能機として完成した。ベース機に対して高性能である反面、機体特性や操作性が大きく異なっており、その機体性能を遺憾なく発揮するためには高度な操作技術を要する。また、オプションパーツを装着・換装することにより、様々なミッションに対応可能である。
頭部ユニットはデュアルセンサーとV字型のマルチブレードアンテナを装備した、いわゆるガンダムヘッドに換装されている。特にセンサー能力の向上が図られ、頭頂部には強襲形態時の視界を確保するため、全周に渡ってセンサーが設置されている。それらのスペースの関係から頭部60mmバルカン砲は廃止されているが、ガンダムMk-IIと同型のバルカンポッドを装備可能である。
胸部は胴体とバックパックを繋ぐ形で、補助アクチュエーター・ユニットに換装されている。これは肩関節の動きを補助するもので、これにより肩関節の強度は大幅に増大することとなった。この部分はジム・クゥエルでは複合インテーク・ダクトが設けられていたため、排気性能はやや低下している。内側は多目的スペースとなっており、使用目的に応じて換装が可能である。
脚部は熱核ロケットエンジンを内蔵した強化パーツに換装されている。一般的なMSでは後部にのみスラスターが設置される場合が多いが、本機は高い推力を有するため、逆噴射による制動用のニー（膝）・スラスターが前部にも設置されている。脚部左右にはプロペラントが内蔵されている。また、オプション兵装時などの重量増加に対応するため、足首関節部のアクチュエーターが強化された。それらを保護する目的で、アンクル・ジョイントは大型化している。
新たに換装されたバックパックには可動式ブースターポッドが接続されている。アームにより接続されているため、可動することでAMBACユニットとしてもベクタード・スラスターとしても機能する。次世代を見据えたハイブリッドタイプの試作熱核融合炉が搭載されており、熱核ジェット・エンジン兼ジェネレーターとしても機能する。大気圏内では熱核ジェットエンジンの前面シャッターが開き、エアインテークとなる。下部のハッチにはサブスラスターを内蔵する。上部にはマウント・ラッチが設置されており、シールド・ブースターの接続が可能となっている。リアアーマーは推進力向上のため、ガンダムNT-1のチョバムアーマーを改良したものに換装されている。
上記のTRシリーズ共通新型ジェネレーターの中身は、ムック6巻解説では「TOP SECRET」となっており、詳細不明であった。しかし、連載終了時の藤岡建機のコメントイラストでは、藤岡も関わったゲーム『メダロット』のメダルが封入されているものが描かれた。
ビーム・サーベル
［ヘイズル］唯一の固定武装。バックパックに1基設置されている。
ビーム・ライフル
型式番号：XBR-M84a
ブラッシュ社製。Eパック方式が試験的に採用されている。連射モードでの使用はエネルギー消費が大きいため、2つのパックを繋げたものを使用する。近接戦闘での取り回しの良いショートバレルタイプやロングバレルタイプなど様々な仕様のものがテスト運用され、さらに改良されたものがガンダムMk-IIで採用されることになる。Eパックはホルダーを介して腰部や前腕部のラッチに接続される。ホルダーは、Eパックを取り外した後も一種の増加装甲として機能する。
シールド・ブースター
前腕部ラッチに装着される、22,000kgのスラスターとプロペラントタンクを搭載したシールド。推進剤は被弾時の誘爆の危険性を低減するため、低可燃性のものが使用されている。強襲時にブースターとして機能し、そのままシールドとして用いることで重量面での無駄を減らせる。これまで用いられてきたシュツルム・ブースターは戦闘時に廃棄していたが、廃棄後の回収が困難であった。このシールド・ブースターは製造コストは高くなるものの、被弾による損傷が無い限り再利用が可能という利点もある。
本装備のアイデアソースを元にギャプランが開発されたほか、ガンダムTR-6の複合兵装コンポジットシールドブースターにも発展している。また、ガンダムMk-Vにもシールドブースターで培われた技術が使用されたと見られる。
シールド
ジム・クゥエルと同型のシールドで、TR計画のマーキングが施されている。
多目的ランチャー
胸部補助アクチュエーター・ユニットの多目的スペースへ主に装備されたが、これは発射時に折れることで2連装のランチャーとなる。作戦内容によってグレネード弾やスモーク弾などを選択できるほか、廃止された頭部バルカン砲の代替として外部設置式のバルカン・ポッドを装着できる。その際はクリアランス確保のため、多目的スペースには何も設置しない。

### 戦闘形態
強襲形態
両前腕部ラッチにシールド・ブースターを装着した形態。［ヘイズル］のオプション形態の中では最も一般的なものであり、攻守共にバランスが取れた形態である。
フルアーマー形態
［ヘイズル］には一年戦争のフルアーマー計画と同様の増加装甲システムがオプションとして採用されている。［ヘイズル］自身がジム・クゥエルをベースとして各部を強化パーツとして換装済みであり、それらのパーツは固定されている。そのため、それまでのフルアーマーと比較すると、増加装甲として着脱可能なのは胸部および腹部とフロントアーマー部のみである。被弾した装甲を容易に交換できる高いメンテナンス性を実現するため、被弾率の高い機体前面装甲のみを着脱可能としている。この増加装甲は、ガンダムNT-1やジム・キャノンIIのものと同タイプのものである。
この形態の欠点は、機体重量の増加や慣性モーメントの変化、増加装甲による可動範囲の制限、AMBAC性能の低下により、本来の機動力が失われてしまうことである。開発当時はビーム兵器が一般的となりつつあったため、その効果を疑問視する意見もあった。
高機動形態
フルアーマー形態に加え、3枚のシールド・ブースターを装着した形態で、「最終形態」とも呼ばれる。シールドは両前腕部とブースターポッドのラッチに装着され、一方向に推力を集中させることにより、モビルアーマー (MA) 並の高い加速力を得ることができる。胸部補助アクチュエーター・ユニットの多目的スペースにはフォールディング・グリップが設置され、これを展開して保持することで両腕部を固定し、肩関節への負荷を低減して安定した巡航をおこなう。推力方向を一方に揃えるというこの形態のコンセプトは、後の可変MSの開発にも貢献している。

## ガンダムTR-1［ヘイズル改］
ジオン残党軍駆る改造MS 「シュトゥッツァー・シリーズ」との交戦で甚大な損傷を被った［ヘイズル］を、母艦アスワンに保管されていた予備部品とコンペイトウ配備のジム・クゥエルのパーツを用いて修復、強化した機体。形式・見た目・中身などすべての面で「ガンダム」に生まれ変わっている。
これまでの実働データと開発ノウハウからのフィードバックを受け、各パーツ間のマッチングが練り直されている。部材の再構成によって機体は改修前より軽量化され、約10%のスラスター出力強化によって総合的な機動性、運動性はさらに向上している。インターフェイス面も大幅に刷新され、コクピットには全天周モニター、リニアシートが本格的に導入された。オペレーションシステムもバージョンアップが成され、操作性も反応速度も格段に向上した。
胸部コクピットブロックと腰部センターアーマーは、初代［ヘイズル］との数少ない外見的差異となっている。腰部センターアーマーは前方にスライドし、そこに様々なオプション兵装の評価試験のための多目的ラッチが増設される。［ヘイズル］のオプション兵装は初期プランの実験をほぼ完了していたが、この改修によって実験プランは大幅に見直され、それまで以上の様々な形態をとることが可能となっている。武装は［ヘイズル］に準ずるが、各種オプション兵装の追加により、これまで以上に多彩な武装を利用することが可能である。なお、シールド・ブースターは損傷時にすべて喪失したため、新規供給されるまでは一般のジム用シールドで代用していた（供給後も任務に応じて使用されるケースも多かった）。
本機の改修に先立って改装された［ヘイズル2号機］にRX-121-2の型式番号が付与されたことに伴い、本機の型式番号もRX-121からRX-121-1へと移行されることとなった。
なお、改修期間がわずか数日という異例の短期間であったために機体の塗装が間に合わず、一定期間は大部分の装甲の地色を晒したライトグレーの状態で運用されていた。後のグリプス戦役勃発に合わせて実戦配備が決定すると、本格的なティターンズ正規カラーへと塗り変えられている。エリアルドとマーフィーがギャプランTR-5に乗り換えた後は劇中で描写されていないため、最終的な機体状況ならびに所在は不明である。
劇場版『機動戦士Ζガンダム』のDVDで追加されたカットでは、ゼダンの門に配備された実戦配備カラーの機体が1機確認できる。
本機はT3部隊での評価試験を経て、ゼダンの門やコンペイトウ守備隊にも配備された。主力量産機としての配備数ではバーザムの後塵を拝したとされる。

### オプションパーツ
フレキシブル・ビーム・ライフル・ユニット
腰部ラッチに装備されるビーム・ライフル保持用のターミナル・ユニット。主にシールド・ブースターによって両腕が塞がってしまう高機動形態時に装備されるもので、基部のアームを展開することでフリーハンドでの発砲を可能としている。
姿勢制御ユニット
腰部に装備される機動装備の一種。小型のアポジモーターを多方向に複数基内蔵し、より繊細な姿勢制御をおこなう。
対シュトゥッツァー用ワイヤー・カッター・ユニット
ジオン残党軍の「シュトゥッツァー・シリーズ」が標準装備するウィンチユニットへの対抗手段として考案された胸部の大型V字状カッター。刃はウィンチユニットの特殊鋼ワイヤーをも切断する強度を持ち、たとえ機体を絡め取られても速やかに脱出できる。
サブ・アーム・ユニット
腰部オプションの1つ。通常は無骨な増加装甲といった容貌だが、左右それぞれが3か所の可動軸によりフロント・アーマーと干渉しないように展開することで第3、第4の腕として機能する。基本コンセプトはフレキシブル・ビーム・ライフル・ユニットと同様のもので、3本指の簡易なマニピュレーターではあるが、Eパックの換装や武装の換装などの基本動作はあらかじめ設定したプログラムにより、実行が可能である。さらにビーム・ライフル、ビーム・サーベルなど各種武装を使用できるが、メインアームと切り替えて操作するため、その間はメインアームが使用不可となる。また、火器管制が複雑になることからパイロットに多大な負担がかかり、広く用いられることはなかった。TR-4［ダンディライアン］搭乗時はこのアームによって機体を保持し、安定化させる。
イカロス・ユニット
可変機のMS形態の滞空時間が十分ではなかったことから、サブフライトシステムや可変機構に頼ることの無いMS単体での飛行を検証すべく開発された装備。変形が不要であることからMS形態のまま携帯する武装で戦闘に移行できる。機体前面ユニット、肩部増加ユニット、リア・スラスター・ユニットから構成される。腰部前面には高出力のハイブリッド型ジェネレーター、両肩のユニットにはコ・ジェネレーターを内蔵し、それらを利用した大推力によって無理やり機体を飛行させている。リア・スラスター・ユニットはメイン・スラスターとして機能し、前面のジェネレーターと動力パイプで接続されている。胸部左右にはジェットノズルが設けられ、機体制御に用いる。飛行を安定するためのスタビライザーが設置された両肩にはジェネレーターに直結する形でロケットエンジン、さらにオプションラッチが設けられている。ここにはシールド・ブースター、ミサイル・ポッド、シールド、サブ・アーム・ユニットなど様々な装備が接続可能である。また、胸部にはビーム・リフレクターが装備され、使用時に展開する。
初期設計プランは胸部ラッチに接続される巨大な飛行ユニットと腰部および足部のユニットから構成されるものであった。滑空時に水平展開する可変翼で発生する揚力と推進力を併用するものであったが、MS形態のままでは空力性能が著しく低く、十分な機動性が得られないと判断され、廃案となっている。しかし、この装備で得られたデータを元にバイアランが開発されている。

## ガンダムTR-1［ヘイズル2号機］
元々本機は母艦アスワンにストックされた［ヘイズル］の補修、交換用パーツを組み立てて造り上げられた予備機で、頭部前面をデュアル・アイ・センサー式のガンダムフェイスに変更している以外は普通のジム・クゥエルとまったく同一の機体だった。後にティターンズ・テスト・チーム（以下、T3部隊）パイロット、エリアルド・ハンター中尉の搭乗機ジム改高機動型の中破を機に、新たに彼の乗機として改修が施された。これに伴い、軍のデータベースに再登録がおこなわれ、RX-121-2の型式番号が与えられた。
改修点はまず頭頂部全面を1号機と同一の多面形センサーに換装。なお、後頭部はジム・クゥエルそのものであるため、左後部のロッドアンテナはそのまま残されている。肩部にも1号機と同じ補助アクチュエーター・ユニットが増設された。背部には、かねてより試験予定であった試作型バックパック「トライ・ブースター・ユニット」が装着されている。
トライ・ブースターはシールド・ブースター以外のもう一つの機動力強化オプションの一つとして設計された強襲戦用ユニットで、バックパックの左右に配置された2基の可動式ユニバーサル・スラスター・ポッドと、後部の大容量プロペラントタンクを兼ねたテール状シュツルム・ブースターで構成される、高機動型装備である。ユニバーサル・ポッドはバックパックと接続される可動フレームによって自在に推力方向を変化させることが可能で、ポッド自体の質量移動を活かしたAMBACシステムとしての機能も有する。その鋭角的かつトリッキーな挙動は、模擬戦、実戦を問わず良好な性能を示したが、同時に数々の欠点も表面化させていた。特にシュツルム・ブースターは、その長大さゆえユニット重心と機体重心が大きくかけ離れてしまっており、特に横移動の際に発生する余剰モーメントの存在が問題視された。また、本来この装備は1号機でのテストを目的に調整されていたため、ほとんど急造同然の2号機との相性は良いとはいえず、操縦難度の高いピーキーな機体となってしまった。これらの事情もあり、稼働データの収集、解析をもってトライ・ブースターのテストは終了したが、ポッド可動フレームのノウハウなど得られたデータの多くは装甲やその他構造物と独立したより自由度の高い躯体の研究開発に大きく寄与し、後のムーバブルフレームの原初の一つとなる。
武装やその他オプションは1号機とほぼ共用で、同様に胴体前面に増加装甲を装着することでフルアーマー形態となることも可能である。ただし、マルチ・コネクター・ポッドの試験が開始されるまでシールド・ブースターの使用は想定しておらず、補助アクチュエーター多目的スペース内には保持用ロールバーではなくオプションのグレネードランチャーを標準装備する。携行装備には一般のジムタイプに広く普及している曲面形シールドとジム・ライフルが多く用いられている。

### ガンダムTR-1［ヘイズル2号機］アーリータイプ
エリアルド・ハンター中尉に引き渡される直前の状態。頭頂部全面を多面形センサーに換装していない、機体カラーもジム・クゥエルのままである、という違いがある。
この機体はプラモデル「HGUC 069 RX-121-2 ガンダム TR-1 [ヘイズル2号機]」の発売に当たって設定されたものである。

### ガンダムTR-1［アドバンスド・ヘイズル］
グリプス戦役勃発後T3部隊の本格的実戦部隊への再編成に合わせ、［ヘイズル2号機］を［ヘイズル改］と同等の強化パーツへと換装し、さらにサブ・アーム・ユニットや別途テスト中であった新規ユニットを追加した姿。その機動性、汎用性、運用効率とあらゆる要素、機能を高次元に融合させた本機は、新世代の機動兵器としての理想系の1つを体現した集大成というべき存在と言える。一部の装備は改良され、バーザムに採用された。

#### 追加ユニット
高性能光学センサー・ユニット
本来のアンテナは折り畳まれ、そこに頭部前面を覆うようにバイザー型複合センサーユニットが配置される。光学センサー、サイトセンサーなど、内装される各種デバイスはジム・スナイパーIIIの頭部に採用されたものと同等のユニットで、明暗、熱、速度、形状、相対距離など、敵機および戦場のあらゆる情報を捉える重要な“目”である。下部には高精度のモノアイセンサーが内蔵され、カバーを下方にスライドさせることで長距離狙撃任務に特化したスナイパーモードへと変化する。
マルチ・コネクター・ポッド
可動式ブースター・ポッドに代わり設置されたバックパックのマルチ・オプショナル・ポッド。同じくT3部隊に配備されていた高機動型ガルバルディβの装備を流用したもので、両側ハードポイントにシールド・ブースターを計2基装着可能。これによって通常装備のまま強襲形態に匹敵する機動性能を発揮する。このラッチはブースターの推力に耐えうるように強化されている。さらに後部にも2基のラッチを持ち、それぞれゼク・アインも使用する汎用プロペラントタンクやその他強化パーツを接続可能。
強化型シールド・ブースター
より防御装備としての機能を追求したシールド・ブースターのバリエーションモデル。表面に計10基の拡散ビーム砲を内蔵し、これを一斉発射することでミサイルなどの実体弾兵器を着弾前に撃墜し身を守る。ただしサイズそのものは通常のシールド・ブースターと変わらない上、拡散ビーム砲の搭載スペース分内蔵プロペラント量を削減しているため、航続能力では通常タイプに劣る。
HGUCでプラモデル化された本仕様は、バックパックに装備する2基のシールド・ブースターのうち片方が強化型となっているが、のちにプレミアムバンダイから発売されたMGでは両方とも通常型であった。なお本編のイラストでは強化型の装備は確認できないが、フォト・ストーリーでは確認できる。またゲーム『機動戦士ガンダム バトルオペレーション2』に登場する本仕様は、ゲームの運用上左腕のシールドに替わって強化型を装備し、バックパックのものは両方とも通常型となっている。
脚底部補助スラスター・ユニット
踵部に姿勢制御用サブスラスター・ユニットを内蔵する両足部の増加装備。純粋な機動装備としての機能は元より、着艦、着地時における減速用リバース・スラスターとしての役目を持つ。

## Gパーツ［フルドド］
G-PARTS [HRUDUDU] （型式番号：FF-X29A）
［ヘイズル］用に開発されたパワー・アップ・メカ。それまでのオプション・パーツと異なりコックピットが設置されており、独立した支援メカとしての運用が可能となっている。「Gパーツ」の名称が示す通りGファイターのコンセプトを継承しているが、空中合体や空中換装は不可能であるため、出撃の際には単体で発進するか［ヘイズル］に装着するかを選択しなければならない。
本機を構成するパーツは極度にユニット化されており、接続部にムーバブルフレーム技術を応用したエネルギー・サプライ・システムを利用しているため、接続・拡張が容易となっている。単体での状態は「フルドドGファイター」とも呼ばれるが、2機が合体することで機動力と攻撃力を兼ね備えたMA形態（「フルドドGアーマー」、または「Gパーツ［フルドド・ラー］」とも呼ばれる）に変化する。この形態で得られたデータはハンブラビのMA形態の開発に活かされていることから、「TR試作ハンブラビ（TRハンブラビ）」の愛称で呼ばれることもある。上部が1号機（Gトップ）、下部が2号機（Gベース）と呼ばれ、それぞれにパイロットが搭乗して［ヘイズル］と合わせて3機で小隊運用できるが、分離を考慮しない場合は1名でも運用が可能である。この状態でギャプランと同型の大型ブースターを装備可能で、そのまま分離・合体もできる。
構成ユニット
スラスター・ウィング・ユニット
「スラスター・ユニット」「ブースター・ユニット」「ウィング・バインダー」「ノーマル・バインダー」とも呼ばれる。TRシリーズ共通の新型ジェネレーターを内蔵し、［ヘイズル］との合体時には補助推進器として機能するほか、能動的に可動することでAMBAC作動肢となり、高機動バインダーとして機能する。
クロー・ウィング・ユニット
「クロー・ユニット」「クロー式バインダー」とも呼ばれる。収納時はスラスター・ユニットと同様のシルエットであるが、展開してハイゴッグのような蛇腹関節アームを介した大型のクローになる。クロー内部にはビーム発生器があり、ビーム・ライフル兼ビーム・サーベルとして使用するほか、ブレード（後述）を接続してクローで掴むことでビーム・キャノンとしての使用も可能である。収納時には後部にブレードを接続する。基部側面にはEパック・ホルダー用のラッチがある。［ヘイズル］との合体時には武装保持用のハード・ポイントとして機能するほか、［ヘイズル・ラー］第二形態では本ユニットにも装備されているスラスターにより、縦方向に発生するモーメントを加速力を増強しつつ解消できる。
各ウィング・ユニットには独立した装甲板（リクレクター板を装備する案もある）が装備されており、［ヘイズル］との合体時には同機の肩のロールバーと同規格のバーで固定し、胸部左右に配置する。
単機で運用する場合は左右にそれぞれ異なるウィング・ユニットを装着する。2機（MA形態）で運用する場合は、1号機に機動性とスピードを重視したスラスター・ユニット、2号機に戦闘力とパワーを重視したクロー・ユニットを装着する。
単体の［フルドド］のウィング・ユニットに替わって、発展型であるフルドドIIのショルダー・ユニットを装着することも可能であり、この形態は「GファイターII」とも呼ばれる。
コックピット・ブロック
［フルドド］のメイン・フレームかつ動力部。［ヘイズル］との合体時、およびMA形態のジョイントも兼ねており、「ジョイント・ブロック」とも呼ばれる。ノズル開口部に大型ブースターを接続可能。
ノーズ・センサー・ユニット
「複合センサー・ユニット」とも呼ばれる。［フルドド］単体では機首となるが、MA形態ではテール・スタビレーターにもなり、［ヘイズル］との合体時には2基のシールド・ブースターを束ねる「盾モード」と3つの役割がある。縦に360度モノアイレールが走っており、固定武装としてジオングの口部のようなビーム砲を1門装備している。
本ユニットを活用して、射出しての遠隔操作を可能にした「ウィンチ・シールド」がギャプランTR-5用に考案されている。接続部の規格が統一されているため、これを［フルドド］に装着することも可能である。
胸部装甲ユニット
ノーズ・センサー・ユニット下部に収納されており、［ヘイズル］との合体時にはコックピット周辺を防御する増加装甲となる。両脇に装甲板の下部との接続部を有する。
ブレード
前後に分離し、［ヘイズル］用ビーム・ライフルのバレルとストックになることで長距離狙撃用のロング・ブレード・ライフルとなり、「ロング・バレル」とも呼ばれる。バレル下部にはヒート・ブレード（グフやザクレロ、R・ジャジャと同様のヒート兵器）を装備しており、これはビーム・ライフルやビーム発生器を接続せずとも使用可能。
装備バリエーション
フルドド・高機動型ブースター装備
ウィング・ユニットに替わってメッサーラとその系列機が搭載する、木星圏での機動性も考慮された大型ブースターを装備した状態。詳細は#高機動型ブースター装備を参照。
［フルドド・ホイスト］ (HRUDUDU HOIST)
上記高機動ブースター装備の採用版で、ブースターの接続基部に円筒形のユニットが追加されている。
作中での活躍
0087年6月、クロード・リブル少尉をテスト・パイロットとして、単体の状態でオードリーが搭乗する［アドバンスド・ヘイズル］と模擬戦をおこなう。カラーリングは白と濃紺を基調とするテスト・カラーである。8月のロサ・ギガンティア攻略戦や11月のコンペイトウ防衛戦では、オードリーが搭乗して実戦参加している。

### ガンダムTR-1［ヘイズル・ラー］
GUNDAM TR-1 [HAZEL-RAH] （型式番号：RX-121-1+FF-X29A）
［ヘイズル］に［フルドド］を装着した形態の機体呼称。これにより機体性能は第2世代MSに匹敵するレベルに向上し、第2世代MSの中でも高級機に属するAE社製のガンダムMk-IIIや百式といったバインダー搭載機を凌駕する。
装備バリエーション
ガンダムTR-1［ヘイズル・ラー］（フルアーマー形態）
［ヘイズル・ラー］に［アドバンスド・ヘイズル］のオプション・パーツを装着した形態で、より高度な汎用性を獲得している。命名法則上は［アドバンスド・ヘイズル・ラー］であるが、各部のウェポン・ラッチをフル活用して全身に装備を有することからこの名称が与えられる。隠し腕はフルドド側のパイロットが操作することが可能である。
ガンダムTR-1［ヘイズル・ラー］（キャノン形態）
『A.O.Z Re-Boot』で設定された。
左右のウィング・ユニットをクローとし、ブレードをバレルとして接続して中距離支援装備へと特性を変化させた仕様。
高機動型ブースター装備
『電撃ホビーマガジン』誌上で募集された「ヘイズル強化計画コンペ」のシニア部門1位&藤岡建機賞を受賞した模型作品がもとになっており、副賞として藤岡が描いたカラー画稿も掲載された。のちに『A.O.Z Re-Boot』でリファインされ、名称や設定が付与された。
［ヘイズル］強化計画に際しておこなわれた強化パーツのコンペティションにおいて提出・実験されたプランのひとつで、フルドド・高機動型ブースター装備を装着する案。［ヘイズル］の前腕部甲には、メッサーラの前腕部ユニット（クローおよびグレネード・ランチャー）を装備しているのが確認できる。
作中での活躍
0087年6月、［アドバンスド・ヘイズル］をベースにオードリーをパイロットとしてテストをおこなう予定であったが、エゥーゴの襲撃を受けたためにいきなり実戦投入される。ジムII 3機と交戦し、うち1機を撃破する。なお、このときの仕様はフルアーマー形態からサブ・アーム・ユニットを外した形となっている。
漫画版では、11月のコンペイトウ防衛戦で1号機をベースとした機体にエリアルドが搭乗する（ムックでは［ヘイズル改］）。

### ガンダムTR-1［ヘイズル・ラー］第二形態
GUNDAM TR-1 [HAZEL-RAH] SECOND FORM （型式番号：RX-121-1+FF-X29A×2）
［ヘイズル］に［フルドド］を2機装着した形態。バックパックにスラスター・ウィング・ユニット2基、股間部マルチ・ウェポン・ラッチを介して腰部側面にクロー・ウィング・ユニットを2基、上下で機能を統一して計4基を接続することで、機体の稼働効率が最大限に向上する。また、これらは「弾避け」としての効果もあり、被弾したユニットを切り離すことで戦闘を継続できる。攻撃力などは大幅に向上する一方、MSとしての汎用性は低下している。
作中での活躍
0087年6月、オードリーをパイロットして単機でエゥーゴのネモ3機と交戦する。その様子を観察する母艦「イズミール」の艦長シュレーダー大佐は、本形態の戦い方がデンドロビウムに似ていると指摘する。10月にはガンダムTR-6を積んだシャトルの護衛任務にも就いている。

### ガンダムTR-1［ヘイズル・ラー］第二形態 / ブースター装備
GUNDAM TR-1 [HAZEL-RAH] SECOND FORM / BOOSTER EQUIPMENT （型式番号：RX-121-1+FF-X29A×2 / RX-121-2+FF-X29A×2）
「クルーザー・モード」とも呼ばれる。［ヘイズル・ラー］第二形態にギャプラン用の大型ブースターを装備した形態。これにウィング・ユニット4基、シールド・ブースター2基の推力方向を揃えることで、絶大な推力を得ることができる。加速性を重視しており、運用用途はMAに近いものとなり、戦闘力は第3世代MSクラスに匹敵する。通常では想定不可能な距離からの単独侵攻が可能となり、一撃離脱戦法や敵勢力圏への深々度侵攻などといった特殊な作戦が遂行できるようになっている。

## 緊急脱出ポッド［プリムローズ］
EMERGENCY ESCAPE POD [PRIMROSE] （型式番号：MP-X86）
［ヘイズル］用に開発された緊急脱出ポッドで、1号機がジオン残党軍との戦闘で大破した経験を踏まえ、コンペイトウ技術本部が研究・開発をおこなう。「モビルポッド［プリムローズ］(MOBILE-POD [PRIMROSE])」とも呼ばれる。
「脱出機構付き新型胴体」として［ヘイズル］の胴体部（襟部と腹部を除く）を構成し、分離時には両脇のユニットを水平に跳ね上げ、コックピット・ブロックを前方に展開する。［ヘイズル］の強化バックパックはそのまま推進器として利用する。一年戦争期のコア・ブロック・システムと類似するが、脱出時には爆発ボルトで頭部や四肢を切り離すため自力による再合体は不可能である。それでも当時の一般的なMSに搭載されているイジェクション・ポッドと異なり自立航行が可能であるため、パイロットの生還率は飛躍的に向上する。
MS用のメイン・スラスターを装備することで、一般的な宇宙戦闘機を凌駕する機動性を誇る。また、強化バックパックの［ヘイズル］用のほとんどのオプションを装着可能であるため、高性能な支援メカとしての運用が可能である。コンペイトウ技術本部によってさまざまな機能拡張プランが立案され、いくつかの案は実際にマーフィー小隊による実戦運用が報告されている。
オプション装備
バインダー
「オプション・バインダー」とも呼ばれ、［プリムローズ］側面ユニット上部（［ヘイズル］では胸部側面）に装着する。武装を装備する機能拡張用のジョイントとしてのほか、姿勢制御用のスラスターとしても機能する。
小型化されたものがガンダムTR-6［ウーンドウォート］の標準装備として採用されている（バーザムも装備可能）。
開放型バレル・キャノン
試作型のメガ粒子砲で、発射時にバレルが上下に開放し、のちのνガンダムのフィン・ファンネルのように間にビームを発生させる。基部はウィンチ・ユニットになっており射出が可能で、「ウィンチ式ビーム・キャノン」とも呼ばれる。アームを介してバインダーに接続するため、マニピュレーターで保持せず自由に可動しての射撃が可能。モノアイ・センサーを搭載しており、遠距離帯までを走査可能。
のちにガンダムTR-6用のウィンチ・キャノンとして発展する。
ミサイル・ポッド
［ヘイズル］の機能拡張を目的とした装備。マイクロ・ミサイルを12発内蔵し（発射口は2門）、チャフ・ディスペンサーも装備する。
装備バリエーション
第1種兵装
左側にミサイル・ポッド、右側に開放型バレル・キャノンを装備した仕様。
第2種兵装
両側にミサイル・ポッドを装備し、バックパックに［アドバンスド・ヘイズル］と同様にシールド・ブースターを2基装備した仕様。防御力重視。
第3種兵装
両側に開放型バレル・キャノンを装備し、バックパックに［ヘイズル2号機］のトライ・ブースター・ユニットを装備し、火力を増強した仕様。
第4種兵装
バックパックに［フルドド］を装備した仕様。
『A.O.Z Re-Boot』では、フルドドIIのショルダー・ユニットおよびマルチ・アーム・ユニットを装備した、［プロトタイプ・フルドドII］とも言うべき仕様とされた。左右のマルチ・アーム・ユニットで開放型バレル・キャノン2基を保持する。T3部隊によって実戦投入され、グリプス戦役終結後にパイロットたちが戦場を脱出するために使用されており、第1種から第3種までに続く4番目の仕様としてカウントされる。
アクア・プリムローズ
後述の［ヘイズル・アウスラ・ラーII・アクア］から、アクア・ユニットを装着したバックパックごと分離した形態。単体でモビルポッドとして水中戦への対応が可能。
ピリオドモデル
機首コックピット・ブロック下部にバルカン砲を装備した仕様で、量産時に加えられて本仕様で制式採用される予定であった。脱出時の生残性向上を目的としており、あくまで自衛用である。カール機も最終決戦時には本仕様で投入され、戦域からの脱出時にはバルカン砲が役に立ったといわれる。
EWAC装備 / キャノン装備 / ハイザック装備
［ヘイズル・アウスラ］およびその胴体部となる［プリムローズ］はトランス・パック・システムに対応しているが、推進方向が限定されるという欠点があった。そのため、「マルチ・トランス・パック・システム」が開発される。これは、両端のジョイント・アームで本体およびバックパックをホールドし、アーム掌部のコネクターで動力・操作系統を接続。ベロウズ・フレームによって自在に可動することによって、バックパックごとに［プリムローズ］の推進方向を調整することがが可能となっている。特殊部隊「ブラックヘアーズ」の［ケルデルク・アウスラ］でおこなわれた実験によって技術やOSのデータが蓄積され、ガンダムTR-6の「万能化換装システム」を支える技術的なベースのひとつとなる。
作中での活躍
0087年11月のコンペイトウ防衛戦においてカールが第1種兵装（漫画版ではフルドドIIの第4種兵装）に搭乗し、開放型バレル・キャノンをエリアルドの［ヘイズル］2号機に渡す。テスト・カラーで塗装されている。
漫画版では、0088年1月のゼダンの門撤退戦（第4種兵装）と2月のコロニーレーザー争奪戦（装備不明）でオードリーが搭乗する（ムックではフルドドII）。後者では大破し、コックピット・ブロックのみカールの［ヘイズル・アウスラ］に回収され帰投する。

### ガンダムTR-1［ヘイズル・アウスラ］
GUNDAM TR-1 [HAZEL OWSLA] （型式番号：RX-121-2 / RX-121-2P）
［ヘイズル］に［プリムローズ］を装備した仕様の呼称で、胴体部はほぼ［プリムローズ］へと換装されるため区別される。追加装備がさらに充実し、戦況に応じて多彩なオプションを使い分けることが可能となっている。肩アーマーは［プリムローズ］とともに開発されたスラスターのない小型のものに換装、ウェポン・ラッチが増設されている（スラスター・ユニットはオプションで装着可能）。また、股間部サブ・アーム・ユニットを標準装備する。
コンペイトウ技術本部では、本形態を次世代［ヘイズル］のベーシック・モデルとして位置付けており、ガンダムTR-6用オプション・パーツなどにもすべて対応している。「次世代量産型試作機」とも呼ばれるほか、「次世代量産機（コンセプト・イメージ）」としてバーザムと対比されることもある。
『A.O.Z Re-Boot』では、［ヘイズル］の高評価を受けた次世代量産機化計画のもとに開発され、正式な次世代主力機となる予定のガンダムTR-6の完成まで、およびバーザムが量産されるまでの繋ぎとして、また「機種統合計画」におけるジム系のアップデート機として少数が量産されたとしている。また、鹵獲された本機を参考にネモ・カノンが開発されたことが相関図で示されている。
装備バリエーション
『A.O.Z Re-Boot』では、［プリムローズ］と共通の名称に変更された。
第一種装備形態 / 第1種兵装
［プリムローズ］第1種兵装と同じ装備の仕様。［ヘイズル・アウスラ］のもっとも標準的な装備形態。
第二種装備形態 / 第2種兵装
［プリムローズ］第2種兵装と同じ装備の仕様。高性能光学センサー・ユニットも装備し、［アドバンスド・ヘイズル］に近い（発展型ともいわれる）。携行武装も新型のもの（ガンダムMk-IIのビーム・ライフルとシールド）を装備するなど、時代に合わせたバージョン・アップがおこなわれている点が特徴。
第三種装備形態 / 第3種兵装
［プリムローズ］第3種兵装と同じ装備の仕様。砲撃戦などを想定した火力重視の形態。携行武装は実体弾装備（ジム・ライフル）を選択する。
第4種兵装
後述の［ヘイズル・ラーII］の別称で、［プリムローズ］第4種兵装（フルドドII）と同じ装備の仕様。
フルアーマー形態
［ヘイズル・アウスラ］用のオプションをひと通り装備した仕様の一例。第1種兵装に光学センサー・ユニットとトライ・ブースター・ユニットを装備し、ロング・ブレード・ライフルとシールド・ブースターを携行する。第1種から第3種までの混合兵装でもあり、遠距離から近距離帯までの全域に対応できる。カラーイラストでは、テスト・カラーの機体がベースになっている。
ピリオドモデル (GUNDAM TR-1 [HAZEL OWSLA] Period Model)
前述の［プリムローズ］（ピリオドモデル）をコアユニットとした仕様で、本仕様で限定的に量産された。ゼダンの門配備機も同仕様である。
中距離支援仕様 (GUNDAM TR-1 [HAZEL OWSLA] with CANNON UNIT)
トランス・パック・システムのうち、キャノン砲搭載型バックパックを装着した仕様。携行火器も、グレネード・ランチャーを装備したものとなっている。本仕様のほか、レドーム搭載のEWACタイプやハイザックのバックパックを装備した高機動タイプの計3種が用意され、任務に応じて換装、あるいは異なるタイプを装備した複数機で小隊を編成するといった運用がなされている。
作中での活躍
0087年11月のコンペイトウ防衛戦において、2号機をベースにした機体にカールが搭乗。開放型バレル・キャノンの砲撃によりエゥーゴのザンジバル級機動巡洋艦に損害を与え、撤退させる。第2種兵装に近いが、［プリムローズ］の武装は第1種兵装で、ロング・ブレード・ライフルと通常のジム・クゥエルと同じシールドを携行している。
翌0088年1月のゼダンの門撤退戦（装備は不明）、および2月のコロニーレーザー争奪戦（コンペイトウと同じ装備）にもカールが搭乗して参加。後者の終盤には、第4種兵装（ショルダー・ユニットのみ装備）で［ファイバーII］のコアMSとなる。エゥーゴに投降する際には［プリムローズ］となり、本体は破壊している。
漫画版では、ゼダンの門撤退戦およびコロニーレーザー争奪戦序盤における装備はトライ・ブースターとミサイル・ポッド2基、ロング・ブレード・ライフルとシールド・ブースターを携行している。［ファイバーII］のコアMSとなった際にも光学センサー・ユニットは装備しており、多くの敵MSを撃破している。

### ガンダムTR-1［ヘイズル・アウスラ］ギガンティック・アーム・ユニット装備
GUNDAM TR-1 [HAZEL OWSLA] (with) GIGANTIC ARM UNIT （型式番号：RX-121-2 / RX-121-2P）
サイコガンダムの腕部を［ヘイズル］に装着する武装強化プラン。カラーイラストでは、テスト・カラーの［ヘイズル・アウスラ］にフルドドIIのショルダー・ユニットおよびマルチ・アーム・ユニット（開放型バレル・キャノンを保持）を装着、ドラムフレームにサイコガンダムの腕部を取り付けている。サイコミュは搭載されていないため、腕部はマニピュレーターとしてではなく5連装ビーム砲装備の攻撃ユニットとして装着されている。重量の増加により機動性は低下するが、圧倒的な火力を誇る。
『Re-Boot』では、ジオングやのちのクィン・マンサといった巨大MSへの対抗措置として準備され、ガンダムTR-S［エルアライラー］の実装に向けた実験機としての意味合いももつ。大型アームとして格闘戦も想定されていたが、ガンダムTR-6の完成および強化人間人格OS "BUNNyS" の実装が遅れたために不可能となり、TR計画の拡張性の高さを示すデモンストレーションのひとつ（移動砲台）としての役割に終わったとされる。

### ガンダムTR-1［ヘイズル・ラーII］
GUNDAM TR-1 [HAZEL-RAH II] （型式番号：RX-121-2）
フルドドIIのショルダー・ユニットおよびマルチ・アーム・ユニットを装備した、［ヘイズル・アウスラ］のラー形態。グリプス戦役の最終局面で、［ファイバーII］を運用するために、戦場で急遽換装される。開放型バレル・キャノンを装備しているため、［ヘイズル・ラー］より火力が高くなっている。［プリムローズ］にはミサイル・ポッドを2基装備。
カラーイラスト（バストアップのみ）では、光学センサー・ユニットも装備している。
『A.O.Z Re-Boot』では「ガンダムTR-1［ヘイズル・アウスラ］第4種兵装」とされ、さらに『夢はクジラにのって。 藤岡建機イラスト・デザイン集』では「ガンダムTR-1［ヘイズル・アウスラ・ラーII］（型式番号：RX-121-2+FF-X39A）」とされた。

### ガンダムTR-1［ヘイズル・ラーII］第二形態
GUNDAM TR-1 [HAZEL-RAH II] SECOND FORM （型式番号：RX-121-2）
フルドドIIを2機装備した形態。接続方法は上記形態と異なり、後述の［ハイゼンスレイ・ラーII］とほぼ同じである。光学センサー・ユニットを装備。さまざまな面で［ヘイズル・ラー］第二形態よりも性能が向上している。
『A.O.Z Re-Boot』では、「ガンダムTR-1［ヘイズル・ラーII］」に名称変更され、「第二形態」は外された。合体によってもたらされたドラムフレームの剛性と、BUNNySによる制御によって、ガンダムTR-6と同じく超重装備の運用が可能となる。

### ガンダムTR-1［ヘイズル・アウスラ・ラーII・アクア］
GUNDAM TR-1 [HAZEL OWSLA RAH II AQUA] （型式番号：RX-121-2P+ARZ-124HB II M）
『A.O.Z Re-Boot』で設定された。［ヘイズル・アウスラ］とフルドドIIの水中戦対応仕様であるアクア・ハンブラビIIを装備した形態。接続方法は［ヘイズル・ラーII］第二形態と同じであり、同様の方式で［ヘイズル］や［ハイゼンスレイ］にもアクア・ハンブラビIIを装備可能。

## ガンダムTR-1［ハイゼンスレイ］
GUNDAM TR-1 [HAZE’N-THLEY] （型式番号：RX-121-3C）
TR-6で得られたノウハウを元に強化されたガンダムTR-1の最終発展型である。TR-1のバリエーションの中で唯一「ヘイズル」の名を冠さない形態。
TR-6の中核ユニットとして開発された機体であり、ウーンドウォートと同様の機能・能力が与えられている。そのため、TR-6各種強化パーツやユニットなど兵器システム全般との接続・運用が可能である。しかし、TR-6が破壊されたこともあって、実際に生産・運用されることはなく、ペーパープランのみとなった。
機体は［ヘイズル・アウスラ］を素体に、［ハイゼンスレイII］の上半身強化パーツをドッキング（［ヘイズル・アウスラ］のプリムローズとウーンドウォートのプリムローズIIを含めた胸部は同一規格のため、このような換装が可能）。同時にヘッドユニットはオプションの専用タイプに換装され、フロントアーマーにはウーンドウォートの上半身（頭部を除く）をサブアーム・ユニットIIとして装備する。携行武器はコンポジット・シールド・ブースターを1基装備。TR-6とのドッキングにより［ハイゼンスレイ］の上半身は、ジム・クゥエルからほぼ完全に一新され、実質的には別の機体と言っても過言ではないことから、新たな型式番号が与えられた。［ハイゼンスレイ］は［ハイゼンスレイII］と同様に［ファイバーII］や［ダンディライアンII］、［インレ］のコアユニットとして運用する計画も存在した。
なお「ハイゼンスレイ」の名称は、前述の「ヘイズル強化計画コンペ」のフリー部門1位を受賞した模型作品から採られている。

### ガンダムTR-1［ハイゼンスレイ・ラー］
［ハイゼンスレイ］がフルドドII2機を装備した形態。その形態から［ハイゼンスレイ・ラー］第二形態、または［ハイゼンスレイ・ラーII］とも呼ばれる。
数あるTR-6の形態の中で、［ハイゼンスレイII］と［ハイゼンスレイ］のラー形態が、あらゆる戦場で平均的に高い戦果を上げるとされている。
腰部のサブアーム・ユニットIIを取り外し、代わりに［ハイゼンスレイII・ラー］のブーストポッドを1基接続。マルチ・アーム・ユニットは肩部のフルドドIIに2対とも装着され、胸部と機体の両サイドに展開。さらに頭部ブレードアンテナも女神をあしらった大型のブレードアンテナに換装される。コンポジット・シールド・ブースターを2基装備する。

### ガンダム［ハイゼンスレイ・ラー］クルーザー巡航形態
［ハイゼンスレイ・ラー］の機体後部にギャプランのブースター・ユニットをに装着した形態。
ウーンドウォートにおける［ハイゼンスレイII・ラー］クルーザー形態に相当する形態となっているが、こちらは右肩のフルドドII側面にバイザックTR-2［ビグウィグ］のビグウィグキャノンを装備している。マルチ・アーム・ユニットは、それぞれのフルドドIIに接続され、［ヘイズル・アウスラ］のウィンチキャノンを4基保持、コンポジット・シールド・ブースターを1基装備する。

## その他のバリエーション・発展機

### アーリー・ヘイズル
ジム・クゥエルをガンダム・タイプの頭部に換装した機体の総称（型式番号：RGM-79Q / ARZ-79GQ）。『ティターンズの旗のもとに』に登場するヘイズル2号機（改修前）も同仕様であるが、名称はのちの『A.O.Z Re-Boot』で設定された。
外観的威圧を目的に、ジム・クゥエル部隊の指揮官機として運用される。マルチ・ブレード・アンテナの装備により索敵・通信機能が向上しているが、それ以外の基本性能は原型機と変わりない。チョバム・アーマーは標準装備とされる。ガンダムTR-1のベース機になったとする説と、TR-1での実験後に開発されたとする説がある。
漫画『A.O.Z Re-Boot ガンダム・インレ-くろうさぎのみた夢-』では、「うさぎ狩り」の刑において首をはねられたドナルドのジム・クゥエルを回収し、秘匿されていたガンダムTR-1のパーツを使用して製作される。「輝ける星」作戦においてホシマルが搭乗し、ズサブースター・マリンタイプと合体してヘリオス・マリナーらとともに地下水脈経由で氷河地下インレ建造秘密基地に侵入し、「インレの翼」の奪還に成功する。そのほか、アルカディア旧市街地で蜂起したトリスタンが搭乗する機体など、同仕様の機体が数機確認できる。
短編漫画「OVER THE MIND」（『くろうさぎのみた夢』第1巻に再録）の冒頭では、脱走した「実験体」の捜索任務にジム・クゥエル数機を率いて就き、確保に成功している。

### ガンダム・ヘイズル［ケルデルク］
『ティターンズの旗のもとに』の「ヘイズル開発相関図」で「次世代試作機」として初登場。『A.O.Z Re-Boot』においても当初「次世代実験機」として相関図に再掲され、ジムIIIに技術が繋がることが示された。その後『Re-Boot』で名称や詳細な設定が追加された（型式番号：RX-122）。名称は「ヘイズル・ケルデルク」とも表記される。［ケルデルク］の名称は［ヘイズル］系の機体に付けられた愛称のもとになった童話作家の別作品に由来し、TR計画の機体とは同系列でありながら異なる目的で開発された機体であることを示す。コンセプトも［ヘイズル］と異なり、オプション装備での能力拡張よりも、MS単体での完成度を高めている。
グリプスなど、コンペイトウ以外の拠点で開発されていた次世代型試作機のデータを反映させた実験機。アーリー・ヘイズルをベースに、おもにガンダムMk-IIの技術を以降の量産機にフィードバックさせるためにコンペイトウで開発される。ビーム・ライフル、シールド、バルカン・ポッドといったMk-II用の武装を装備し、バックパックはMk-II用のものに換装されている。本機の運用データにより、各種装備はのちのジムIII、バーザム改、ジェガンなどの量産機に採用されている。また、脚部推進ユニットは数種類（ガンダム6号機やペイルライダー系列、ガンダムNT-1と同型のもの）が実験運用され、第2世代MS以降の脹脛外側のスラスター配置がフォーマット化されている。カラーリングはブラックヘアーズの部隊カラーである。
なお、プラモデル『HGUC ジム・クゥエル』外箱や説明書には、脚部をジム・クゥエルのままとした組み換えパターンが「次世代量産型試作機」として紹介されているが、「ヘイズル開発相関図」上の「次世代量産型試作機」は前述の通り［ヘイズル・アウスラ］を指す。
装備バリエーション
アーマー装備
チョバム・アーマーを装備し（カラーリングは本体と同じ）、のちのヌーベル・ジムIIIと同じ装備（腰部大型ミサイル・ランチャー、バックパックの4連装ミサイル・システム、シールドの近接防御ミサイル・クラスター、かかと関節フィールド・モーター・アンプリファイアー）を追加した仕様。ビーム・ライフルはバーザム改と同型のものを携行する。
［ケルデルク・ホイスト］ (KELDERKE HOIST)
［ヘイズル］強化計画のコンペティションで提出された高機動型ブースター装備を、［ケルデルク］で採用した仕様。木星圏など、高重力下での運用を想定している。フルドド・ホイストと合体するため、TR-1系のバックパックに換装している。名称の「ホイスト」は、中世紀の作曲家に因んだものとされる。

#### ［ケルデルク・アウスラ］
『A.O.Z Re-Boot』に文字設定のみ登場。［ケルデルク］の上位機種であり、本機において［プリムローズ］のマルチ・トランス・パック・システムが開発されている。

### ガンダムTR-S［ヘイズル・フレア］
GUNDAM TR-S [HAZEL HRAIR]
『A.O.Z Re-Boot』に登場（型式番号：RX-123）。素体としての外観はバストアップのみ公表されていたが、のちにムック『HJメカニクス19』に武装を携行した後ろ姿のイラストが掲載された。
ガンダムTR-1の再設計機であり、TR-1［ヘイズル・アウスラ］に次ぐ次世代主力機である。ドラム・フレームとプリムローズによる換装システム、およびMAへの変形機構をもつ。頭部形状は［ヘイズル］タイプを受け継ぐガンダム・ヘッドで、ティターンズのシンボルである鷹の意匠のフィギュア状ブレード・アンテナをもつ（通常型のブレード・アンテナも確認できる）。胸部中央の増加装甲にはウィンチ・ユニット基部を内装し、キャノン砲の取り付けが可能。変形時には腕部グレネード・ランチャーを折り畳み、胸部左右に装着する。武装は実体弾マシンガンと、ビーム攪乱幕ミサイル・ポッドを装備したシールドを携行する。TRシリーズで実験された各種強化パーツのすべても統合し、再設計パーツを各所に装備しており、単機であらゆる任務に対応できる万能機として設計されている。制式採用され、決戦兵器［インレ］の中核となる予定であったが、万能化換装システムを組み込んだTR-6［ウーンドウォート］の採用により開発は遅延。暫定的な主力機として、バーザムが生産施設を移転し簡素化されて生産されている。

#### ガンダムTR-S［ラブスカトル］
GUNDAM TR-S [RUBSCUTTLE]
TR-4［ダンディライアン］で実験され、開発が進められた成層圏機動用バインダーの完成形を［ヘイズル・フレア］が装備した形態（型式番号：RX-123）。［ダンディライアン］におけるロゼットと同様、機首に素体となる［ヘイズル・フレア］が内装され、バインダーが覆う形で強化パーツが装着される。地球軌道上のSSDを拠点とし、宇宙からの敵勢力を成層圏で迎撃することを目的とする。
出撃時から目的地まではMA形態がおもな移動手段となり、高度な機動性を活かして成層圏を飛行し、短時間で地球上のあらゆる場所に展開が可能である。本形態はビグロをはじめとする旧ジオン公国系のMAと同じ特性をもち、一撃離脱戦法を得意とする。大型のクロー・アームは4本指となっており、中央部のビーム砲はビーム・サーベルとしても使用可能。機体中心部にはサイコガンダムと同型の拡散ビーム砲を搭載しており、本形態時には機首左右のバインダーが収束・加速板の役割を担い、ハイ・メガ粒子砲となる。TR型ジェネレーターを搭載し、ジェット / ロケットを切り替えて大気圏内外で推力を得る方式を採用している。なお、機動時にかかるGに対応するため、強化人間の搭乗が推奨されている。
作戦宙域に到達後、モビルフォートレス (MF) 形態（デザイン未発表）に変形して迎撃をおこなう。ミノフスキー・クラフト装置であるダイダロス・ユニットを搭載していため、その場にとどまって拠点防衛をおこなうことも可能である。
バインダーは大気圏突入ユニットでもあり、耐熱処理がほどこされている。空力特性を活かした形状を採用しており、大気圏内では揚力を発生させ、成層圏では背面飛行状態となり大気の反作用を利用して軌道変更をおこなう。バインダー裏面はウェポン・カーゴとしての機能も有しており、護衛機［エルアライラー］とその換装用武装コンテナ、および迎撃用の対宙ミサイル兵器など任務に応じた武装が搭載される。大気圏突入時には耐熱フィールド発生器からエアーを噴出させて機体を冷却し、バインダーと併用して機体を摩擦熱から防御する。
本機のコンセプトは、機種統合計画以降はガンダムTR-6［ダンディライアンII］に引き継がれている。そのため、内部フレームをはじめ各部に共通するパーツが数多く見受けられる。

#### ガンダムTR-S［エルアライラー］
GUNDAM TR-S [El-AHRAIRAH]
［ラブスカトル］の護衛随伴機として開発された可変MS（型式番号：RX-123）。2機種1組で1ユニットとしての運用を基本としており、本機が防衛、［ラブスカトル］が攻撃を担当する。このため「「盾」ガンダム」とも称される。2機をカバーする巨大なIフィールドと、それを展開しつつ戦闘をおこなうために大量の実態弾兵器を装備することで「積極的防御」を可能とする。TR型ジェネレーターなどの装備により大出力を誇るが、行動時間に制限が課せられているため、補給を担う［ラブスカトル］との連携が前提となる。
MS形態では［ヘイズル・フレア］の背部から左右に大型の肩部ウェポン・コンテナと、ギガンティック・アームが伸びる形となる。これら強化パーツは［ウーンドウォート］より先行して開発されており、既存機体との下位互換は前提とされていない。汎用パーツを多用した［ウーンドウォート］とは機能は同じでありながら外観は大きく異なり、またパーツの組み替えを前提としていないため一体感が強い。
ウェポン・コンテナは高出力推進器を内蔵しており、短時間であれば大気圏内の飛行が可能。右側には予備弾倉やバズーカ、クラッカーなどを搭載し、フロント・スカートに内蔵されたサブ・アーム（隠し腕、OSの自動サポートにより稼働）で使用する。左側には大型Iフィールド発生器を搭載、カーゴの両脇に搭載されたTRジェネレーターも併用して広範囲にIフィールドを展開可能であるが、時間制限があり一定間隔で［ラブスカトル］とドッキングしてのエネルギー・チャージが必要で、この間は無防備となるのが弱点である。
ギガンティック・アームの右側には指状の4連装機銃とヒート・ブレードを装備、フレキシブルに可動してリーチを活かした格闘戦をおこなう。左側には拳状の3連ビーム砲を装備、砲口からビーム刃を展開して大型ビーム・サーベルとしても使用でき、ウィンチ・ユニットによりIフィールド外に射出してのビーム攻撃も可能。強化人間人格OS "BUNNyS" のサポートにより、これら複数の武装の同時運用が可能となっている。また敵の特殊攻撃に際しては、［ラブスカトル］からの補給時にコンテナ内の武装を換装することで対応する。
MA形態は防御な困難な敵に対し、強襲に転じる際にとる一撃必殺の突撃形態である。左右のギガンティック・アームを一体化させて機首を構成し、先端をIフィールドの外に出すことでビーム砲が使用可能となる。
グリプス戦役末期の混乱の中、［ラブスカトル］とともに地球への核攻撃作戦のために用意されるが、戦役終結後エゥーゴの手に渡っている。
漫画『くろうさぎのみた夢』では、本機の強化パーツ（ウェポン・コンテナおよびギガンティック・アーム）は宇宙世紀0089年に火星のジオン残党勢力「レジオン」において、新装備の「フレア・ユニット」として量産化されており、ガンダムTR-6［クインリィ］のみならず量産機であるハイザックも装備している。なお、『Re-Boot』でこの強化パーツは「フルドド・フレア」とも呼ばれるとされるが、これは『くろうさぎのみた夢』ではマリナ技師長が0089年にフォボス宇宙港から脱出する際にフレア・ユニットを繋ぎ合わせて作り上げた機体に付けられた名称である。

##### ΖΖΖガンダムユニット
ZZZ GUNDAM / [ADVANCE OF Z GUNDAM UNIT]
『A.O.Z Re-Boot』で「ΖΖΖユニット」として名称が初登場し、のちにラフデザインも公開されている（型式番号：MSA-0012）。『くろうさぎのみた夢』でも、SSDのラジオ放送で名称が喧伝されるのみである。
エゥーゴが接収した［エルアライラー］を、地球を守るSSDの新たな象徴となる、「Ζ計画」の名を引き継ぐ「AOZ（アドバンス・オブ・ゼータ）計画」におけるガンダムユニットとして改修した機体。改修時にはアナハイム・エレクトロニクス社製のパーツが多く使用されたこともあり、Ζ計画機の意匠が強くなっている。
型式番号は「アナハイム・ガンダム」とされるλガンダムと同一である。また相関図では、［エルアライラー］にネモやバーザム改の技術が融合し、（λガンダムと同様に）ネロへと繋がっている。